# Gunnilse IS
Gunnilse Idrottssällskap ist ein schwedischer Fußballverein aus dem Göteborger Stadtteil Angered. Die Mannschaft des Klubs spielte in den 1990er Jahren in der zweiten schwedischen Liga.

## Geschichte
Gunnilse IS gründete sich am 16. September 1950. Zunächst spielte der Klub unterklassig, ehe am Ende der Spielzeit 1982 als Staffelsieger der Division 4 Göteborg A erstmals der Aufstieg in die Drittklassigkeit gelang. Hier setzte sie sich direkt im vorderen Bereich fest und verpasste 1985 mit einem Punkt Rückstand auf Skövde AIK als Vizemeister die Aufstiegsrunde zur zweiten Liga. Mit demselben Ergebnis überstand der Klub im Folgenden eine Ligareform auf dem dritten Spielniveau. In der nun gestrafften dritten Liga spielte die Mannschaft im ersten Jahr gegen den Abstieg, in der anschließenden Spielzeit fehlten jedoch erneut nur wenige Punkte zum Aufstieg in die Zweitklassigkeit. Dieser gelang in der Spielzeit 1989, als mit nur vier Saisonniederlagen Tidaholms GIF und Lokalrivale Holmalunds IF auf die Plätze verwiesen wurde.
In der zweiten Liga spielte Gunnilse IS zunächst gegen den Abstieg und rettete sich in den beiden ersten Jahren jeweils nur knapp: in der ersten Saison mit einem Punkt Vorsprung auf den von Mjällby AIF belegten höchsten Abstiegsplatz, im folgenden Jahr wurde der punktgleiche Konkurrent Jonsereds IF nur aufgrund des besseren Torverhältnisses überflügelt. Im dritten Jahr verpasste der Klub mit fünf Punkten Rückstand als Tabellenzweiter hinter BK Häcken in der Frühjahrsserie den Sprung in die Allsvenskan, ansonsten belegte er in den folgenden Jahren Plätze im Mittelfeld der Liga. 1995 sorgte die Jugendmannschaft für Aufsehen, als sie sowohl die schwedische Nachwuchsmeisterschaft als auch den Gothia Cup gewann. 1997 stand der Verein erneut kurz vor dem Aufstieg in die Allsvenskan, dieses Mal entschied das Torverhältnis zu Ungunsten der Mannschaft und sie wurde Tabellendritter hinter Västra Frölunda IF und dem punktgleichen BK Häcken. Die Mannschaft konnte in der Folge nicht an die Erfolge anknüpfen, qualifizierte sich jedoch als Tabellensechster der Südstaffel für die neu eingeführte eingleisige Superettan. Dort erwies sich das Spielniveau jedoch als zu hoch und als Tabellenletzter stieg der Klub zusammen mit Åtvidabergs FF und Panos Ljungskile SK in die Drittklassigkeit ab.
Als Tabellendritter hinter Panos Ljungskile SK und Ytterby IS verpasste Gunnilse IS den direkten Wiederaufstieg. Auch in den folgenden Jahren gelangen Plätze im vorderen Bereich, bis bei einer Ligareform 2005 als Tabellenneunter der bis dato drittklassigen Division 2 Västra Götaland der Klassenerhalt verpasst wurde. In der Folge etablierte sich der Klub auf dem vierten Liganiveau und verpasste 2008 mit einem Punkt Rückstand auf den Staffelsieger IK Oddevold nur knapp die Rückkehr in die Drittklassigkeit. 2012 stieg die Mannschaft in die fünfthöchste Spielklasse ab. Dem Wiederaufstieg 2015 folgte der direkte Wiederabstieg als Tabellenvorletzter mit lediglich vier Siegen in 26 Saisonspielen.